# Montrose (Pennsylvania)
Montrose település az Amerikai Egyesült Államok Pennsylvania államában, Susquehanna megyében, melynek megyeszékhelye is. Lakosainak száma 1290 fő (2020. április 1.).

## Népesség
A település népességének változása:

| 2010 | 1 617 |
| 2020 | 1 290 |